# Zakaria El Ouahdi
Zakaria El Ouahdi (Amberes, 31 de diciembre de 2001) es un futbolista belga, nacionalizado marroquí, que juega en la demarcación de extremo derecho para el KRC Genk de la Primera División de Bélgica.

## Selección nacional
Tras jugar en las categorías inferiores de la selección, finalmente hizo su debut con la selección de fútbol de Marruecos el 9 de junio de 2025 en un encuentro amistoso contra Benín que finalizó con un resultado de 1-0 a favor del combinado marroquí tras un gol de Ayoub El Kaabi.

## Clubes
| Club            | País    | Año       | Partidos | Goles |
| --------------- | ------- | --------- | -------- | ----- |
| K Rupel Boom FC | Bélgica | 2020-2021 | 2        | 0     |
| RWDM Bruselas   | Bélgica | 2021-2023 | 56       | 8     |
| KRC Genk        | Bélgica | 2023-     | 69       | 9     |